# Twente

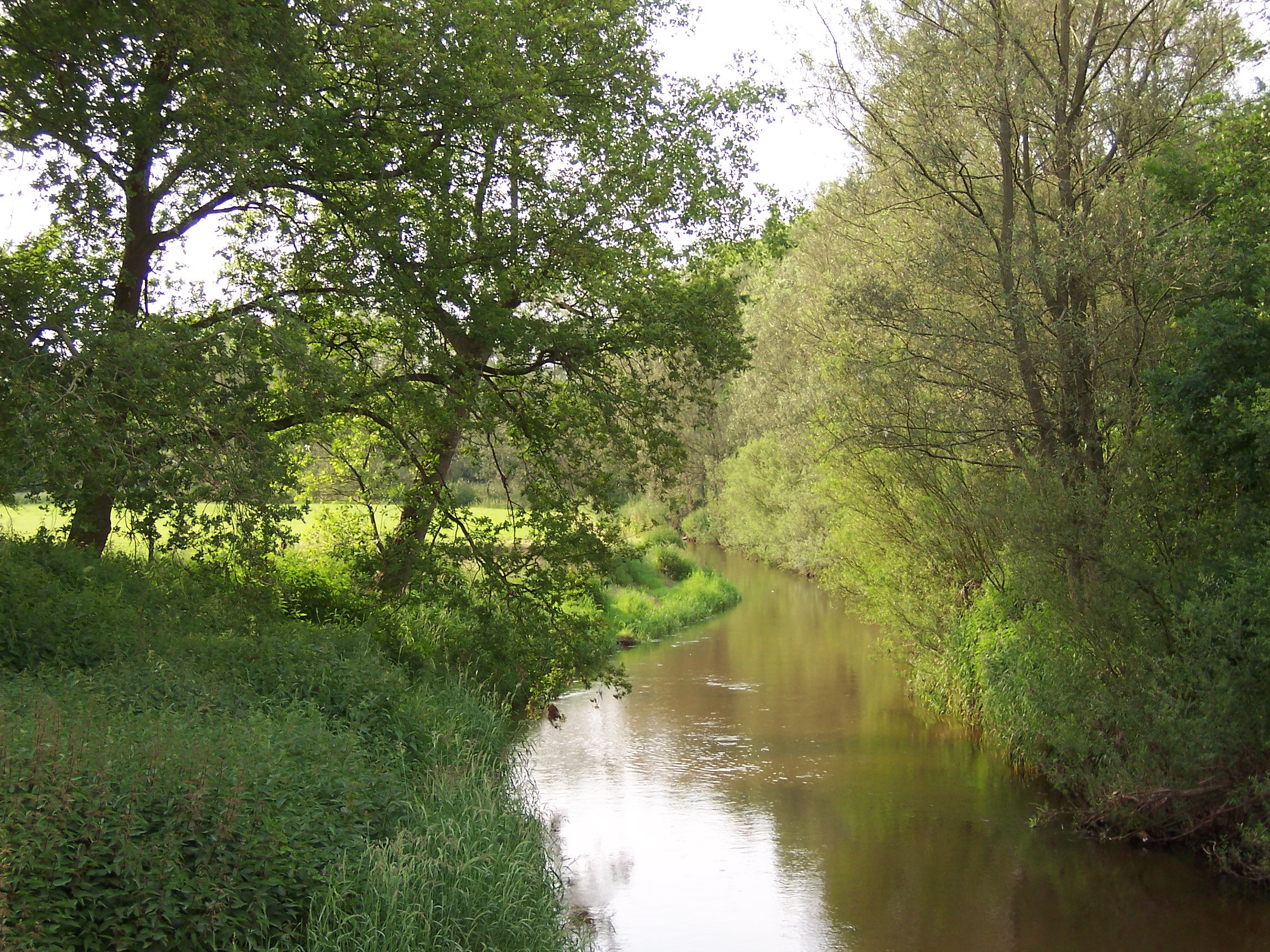
Zakole rzeki Dinkel

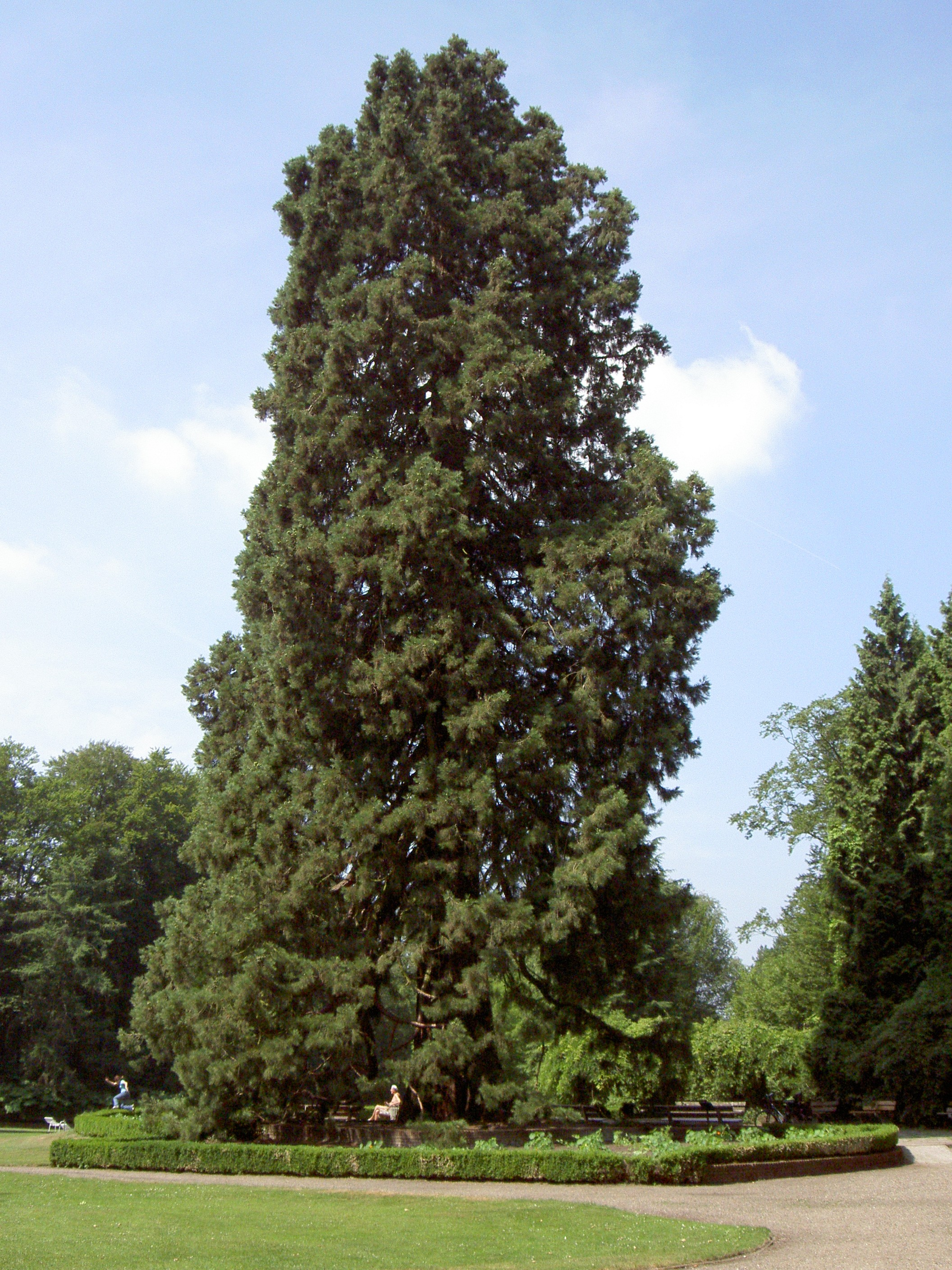
Sekwoja w parku Ledeboer w Enschede

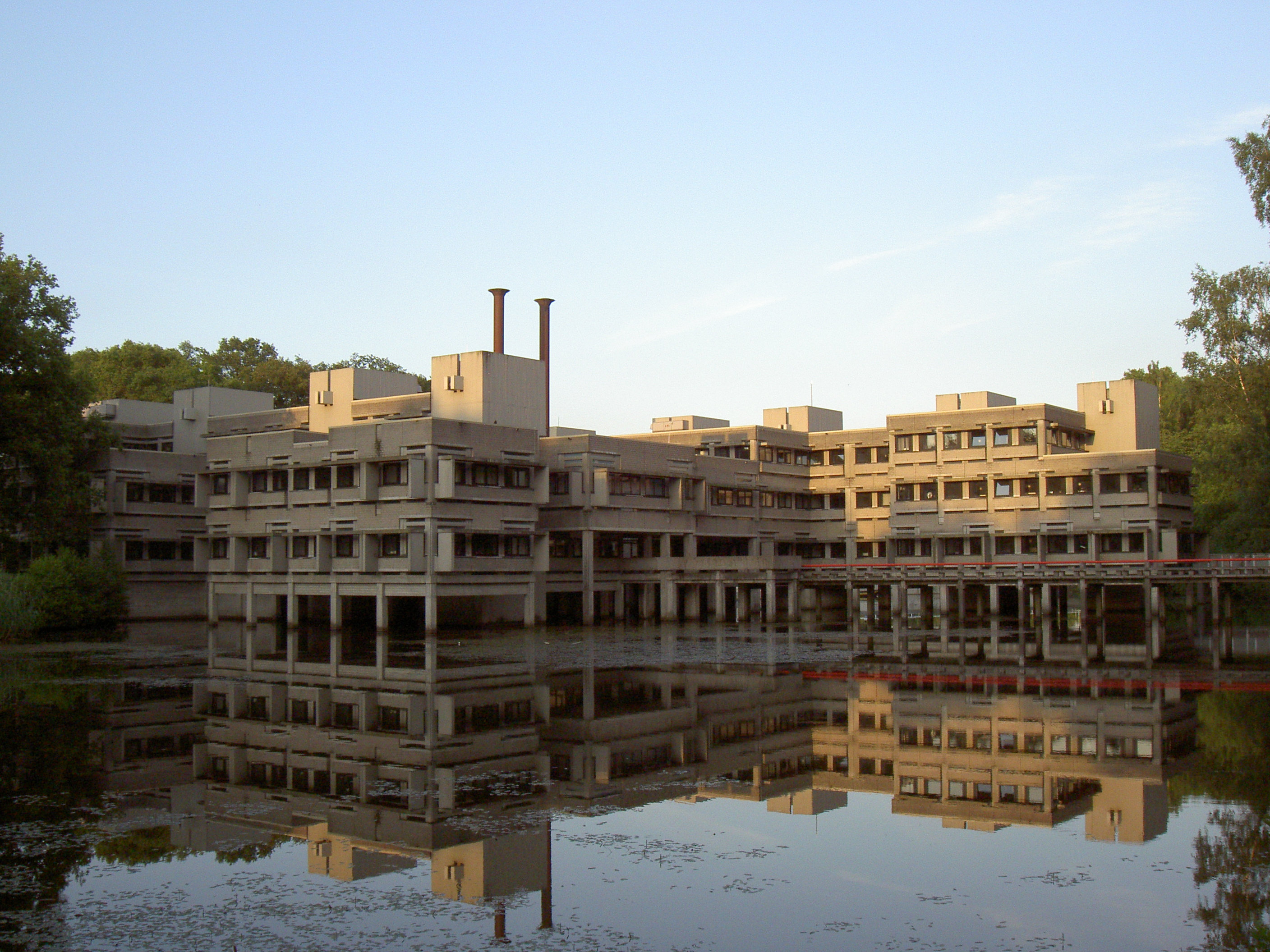
Budynek "Cubicus" Uniwersytetu w Twente

Twente (dawniej Twenthe) jest nieoficjalnym administracyjnym regionem we wschodniej Holandii, obejmującym najbardziej zurbanizowaną, wschodnią część prowincji Overijssel.
Przybliżone, umowne granice regionu stanowią:
- rzeki Dinkel i Regge,
- granica z Niemcami,
- granica z prowincją Geldria.

## Powstanie i rozwój miasta
Trzy największe miasta regionu Twente to Almelo, Enschede oraz Hengelo, które rozwinęły się w XIX wieku. Największym impulsem do tego rozwoju był rozkwit przemysłu tekstylnego, a rozwój kolei żelaznych w tym samym czasie wzmocnił dominującą rolę miast w regionie Twente. W Hengelo dominował przemysł maszynowy. Choć przemysł tekstylny odgrywał dominującą rolę w historii rozwoju gospodarczego regionu, jego dzisiejszy wpływ na lokalną gospodarkę jest minimalny.
Region Twente posiada własne lotnisko, Enschede Airport Twente. W połowie drogi pomiędzy Enschede i Hengelo znajduje się Uniwersytet w Twente, słynący z wysokiego poziomu nauk technicznych.

## Krajobraz
Poza miastami, Twente jest regionem z ważnymi rezerwatami przyrody, takimi jak Lutterzand czy meandry rzeki Dinkel. Twente jest podzielone z północy na południe pasmem wzgórz. Jego najwyższym wzniesieniem jest Tankenberg koło miejscowości Oldenzaal. Koło Ootmarsum znajdują się malowniczo położone miasteczka, np. Tubbergen.

## Folklor
Wiele tradycyjnych zwyczajów, takich jak granie na rogu w środku zimy (midwinterhoorn) czy ogniska wielkanocne zachowało się w Twente. Hymn Twente Twents Volklied wychwala te zwyczaje, przemysł tekstylny oraz lokalną społeczność. W Oldenzaal, który tak jak całe północne Twente jest katolickie, obchodzi się bardzo głośno karnawał.

## Dialekt
Lokalny język twents, będący dialektem dolnosaksońskiego, wraz z fryzyjskim oraz limburgskim jest jednym z trzech języków regionalnych Holandii. Twents jest używany w całym regionie, jednak jego dialekty różnią się dość wyraźnie nawet pomiędzy sąsiednimi miejscowościami.

## Miejscowości
Osiem miejscowości w Twente posiada prawa miejskie: Almelo, Diepenheim, Delden, Enschede, Goor, Oldenzaal, Ootmarsum, oraz Rijssen.
Pozostałe miejscowości w Twente to: Albergen, Almelo, Beuningen, Boekelo, Borne, Bornerbroek, Breklenkamp, Buurse, Daarle, Delden, De Lutte, Den Ham, Denekamp, Deurningen, Diepenheim, Enschede, Enter, Fleringen, Glanerbrug, Goor, Haaksbergen, Hellendoorn--Hengelo, Lattrop, Lonneker, Losser, Mander, Markelo, Nijverdal--Oldenzaal, Ootmarsum, Overdinkel, Rijssen, Rossum, Saasveld, Tilligte, Tubbergen, Twekkelo, Usselo, Vasse, Vriezenveen, Vroomshoop, Weerselo, Wierden, Zenderen.